# Ріверв'ю (округ Вайз, Вірджинія)
Ріверв'ю (англ. Riverview) — переписна місцевість (CDP) в США, в окрузі Вайз штату Вірджинія. Населення — 616 осіб (2020).

## Географія
Ріверв'ю розташований за координатами 36°55′52″ пн. ш. 82°29′2″ зх. д. / 36.93111° пн. ш. 82.48389° зх. д. (36.931181, -82.483851).  За даними Бюро перепису населення США в 2010 році переписна місцевість мала площу 1,50 км², з яких 1,48 км² — суходіл та 0,02 км² — водойми.

## Демографія
Згідно з переписом 2010 року, у переписній місцевості мешкали 782 особи в 297 домогосподарствах у складі 219 родин. Густота населення становила 520 осіб/км².  Було 325 помешкань (216/км²).
Расовий склад населення:
| - 98,7 % — білих - 0,4 % — чорних або афроамериканців - 0,3 % — корінних американців |

До двох чи більше рас належало 0,1 %. Частка іспаномовних становила 1,0 % від усіх жителів.
За віковим діапазоном населення розподілялося таким чином: 28,0 % — особи молодші 18 років, 60,4 % — особи у віці 18—64 років, 11,6 % — особи у віці 65 років та старші. Медіана віку мешканця становила 35,6 року. На 100 осіб жіночої статі у переписній місцевості припадало 108,5 чоловіків;  на 100 жінок у віці від 18 років та старших — 100,4 чоловіків також старших 18 років.
Середній дохід на одне домашнє господарство  становив 37 437 доларів США (медіана — 32 672), а середній дохід на одну сім'ю — 54 268 доларів (медіана — 61 250). За межею бідності перебувало 17,7 % осіб, у тому числі 32,7 % дітей у віці до 18 років та 6,8 % осіб у віці 65 років та старших.
Цивільне працевлаштоване населення становило 155 осіб. Основні галузі зайнятості: науковці, спеціалісти, менеджери — 18,7 %, освіта, охорона здоров'я та соціальна допомога — 15,5 %, транспорт — 10,3 %, будівництво — 9,7 %.